# 大明主
大明主（1832年十月—十二月）為中國清朝時期台灣民變軍領袖黃城的年號，前後共計3個月。
年號名稱方面，丁曰健《治臺必告錄》及沈汝瀚《除氛錄》記載為「大明主」，連橫《臺灣通史》作「故明正朔」。官大梁認為是否即以「大明」作為年號，似未可認定。伊能嘉矩認為「故明正朔」指的便是明朝永曆年號，但張菼認為時隔過久，不可能沿用永曆年號。
清道光十二年（1832年）十月，張丙因不滿清吏作為，祭旗起事反清，烽火遍及台灣中南部。十月十二日，彰化縣人黃城在林圯埔（今台灣竹山鎮）起兵響應張丙反抗官府，黃城自稱興漢大元帥，用大明主年號。十二月，黃城被清軍捕虜，被清軍剖心以祭斗六陣亡官兵。

## 紀年對照表
| 大明主 | 元年   |
| ------ | ------ |
| 西元   | 1832年 |
| 干支   | 壬辰   |

## 同期存在的其他政权年号
- 中國
  - 道光（1821年－1850年）：清朝—清宣宗旻詝之年號
  - 天運（1832年）：清朝時期—張丙、許成之年號
  - 順天（1832年）：清朝時期—梁辦、吳扁、陳委之年號
  - 奉天（1832年）：清朝時期—劉仲、蔡恭之年號
- 越南
  - 明命（1820年－1841年）：阮朝—阮聖祖阮福晈之年號
- 日本
  - 天保（1830年－1844年）：仁孝天皇之年號

## 深入閱讀
- 李崇智. . 北京: 中華書局. 1981年6月.